# Reinhold Tiling

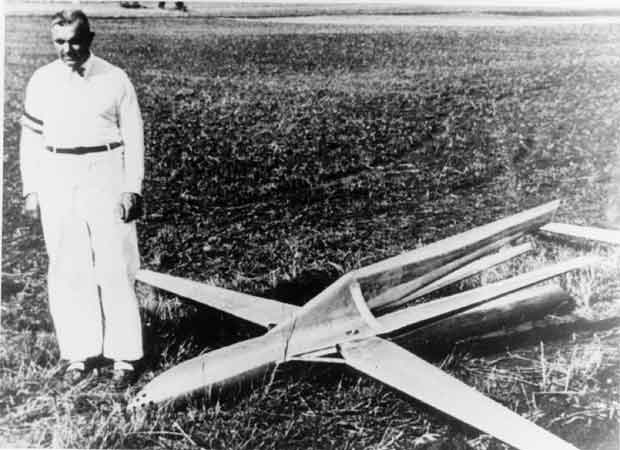
Reinhold Tiling z jednym ze swoich bezzałogowych rakietoplanów, 21 sierpnia 1932

Reinhold Tiling (ur. 13 czerwca 1893 w Absbergu, zm. 11 października 1933 w Osnabrück) – niemiecki inżynier, pilot i pionier rakietnictwa. Opracował rakietoplany wielokrotnego użytku, ideą przypominające wahadłowiec kosmiczny.
Tiling urodził się w Absbergu, w ówczesnym Królestwie Bawarii, jako syn pastora. Rozpoczął studia z mechaniki i elektrotechniki, ale w 1915 zgłosił się na ochotnika do nowo utworzonej Luftwaffe.
W 1926 Tiling został kontrolerem lotu na lotnisku w Osnabrück. W tych latach zaczął się interesować rakietnictwem. Pierwszych eksperymentów dokonał w 1928 roku.
W 1929 Gisbert Freiherr von Ledebur pozwolił Tilingowi na użytkowanie jego warsztatu w odległym o 20 kilometrów na północny wschód Ahrenshorst, koło Bohmte. Otrzymał też finansowanie od niemieckiej marynarki wojennej na opracowanie rakiet do przerzucania lin między okrętami. Latem tego samego roku rakiety Tilinga sięgnęły wysokości 1000 metrów.
13 marca 1931 Tiling, wraz z Karlem Poggenseem pomyślnie wystrzelili rakietę na stały materiał pędny. Jej lot trwał 11 sekund, osiągając pułap 1800 metrów. Przełomowego eksperymentu dokonał 15 kwietnia 1931, wysyłając rakietę ze 188 pocztówkami. Dalsze testy pokazały skuteczność „rakiety pocztowej”. Próby Tilinga nagłośniły tematykę rakiet w Niemczech i zwróciły uwagę opinii publicznej. Jego rakiety osiągały wysokość 7 kilometrów. Wykorzystywały także stabilizację brzechwową.
W 1932 zademonstrował pierwsze wystrzelenie rakiety z samolotu oraz rakiety lądujące z rozkładanymi skrzydłami i lądujące na spadochronach. W 1933 pokazał silnik prochowy pracujący przez 10 sekund.
10 października 1933 w wyniku przegrzania proszku materiału pędnego doszło do eksplozji w warsztacie w Ahrenshorst. Tiling, jego asystentka Angela Buddenböhmer i mechanik Friedrich Kuhr, doznali ciężkich poparzeń. Tiling zmarł następnego dnia.
Brat Reinholda, Richard Tiling, kontynuował jego eksperymenty w Cuxhaven do lata 1934. W 1934 naziści zabronili amatorskiego rakietnictwa.

## Publikacje
- Klaus Tiling, Martin Frauenheim: Reinhold Tiling - Flieger und Forscher, Erfinder der Kammerrakete. GNT-Vlg, 2013-03. ISBN 978-3-86225-106-3. Brak numerów stron w książce

## Uznania
- Nazwiskiem Tilinga nazwano jeden z kraterów na niewidocznej stronie Księżyca
- Jego wizerunek znalazł się na znaczkach Republiki Środkowoafrykańskiej (1972) i Paragwaju (1982)[1]